# 毛元龍
毛元龍（？—？），和名國頭親方盛埋，童名小樽金，號梅雲，琉球國第二尚氏王朝政治家、三司官。毛氏上里殿內第五世。
毛元龍是毛見彩（大里親方盛實）的長子，其母眞鶴是三司官毛文英（澤岻親方盛里）之女。
毛元龍於隆慶元年十月四日（1567年11月4日）擔任八重山間切大掟。隆慶二年正月二十五日（1568年2月22日），任自奧渡上之訯理，成為琉球王府管理喜界、奄美大島、德之島、沖永良部、與論五島政治的役人。隆慶六年八月三十日（1572年10月6日），任御物城職。萬曆元年十月十六日（1573年11月10日），擔任那霸里主，領勝連間切伊計地頭。萬曆二年十一月十三日（1574年11月25日），任宮古大掟。萬曆二年敘紫冠，領國頭間切總地頭。
萬曆八年閏四月二十七日（1580年6月8日），毛元龍被尚永王任命為三司官。其去職年不詳。
毛元龍有二子一女。長子毛自昌（大里親方盛深）繼任為家督。長女眞加戸樽嫁給向德深（越來親方朝首）。次子毛自盛（謝名親方盛峻），無嗣。